# La Cardona
La Cardona és un mas aïllat al terme de Maçanet de Cabrenys (l'Alt Empordà). És un mas, de planta rectangular, que està estructurat en dos nivells, un amb planta baixa, pis i golfes, i l'altre només amb planta baixa i pis. La façana principal de l'edifici ha canviat. En un principi l'accés es feia a través de les voltes de la planta baixa, o de l'escala que hi ha en un costat i que dona al primer pis. Actualment l'accés principal està a la façana posterior, a on es conserva un contrafort. Aquesta façana ha estat rehabilitada, però podem veure el paredat de pedra, així com les obertures carreuades. La coberta és a dos vessants, tot i que amb alçades diferents, i també hi ha una coberta a una vessant en el nivell inferior de la casa.